# Darthuizerberg (heuvel)

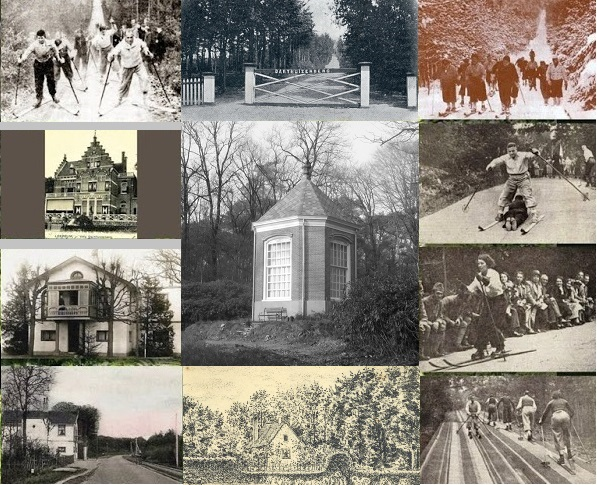
Collage van historische foto's kunstskibaan & omgeving Darthuizerberg

De Darthuizerberg is een heuvel en voormalig landgoed in de gemeente Utrechtse Heuvelrug in de Nederlandse provincie Utrecht. De heuvel ligt ten oosten van Doorn, ten noordoosten van Darthuizen en ten noordwesten van Leersum in of bij het gebied van de Kaapse Bossen en maakt onderdeel uit van de stuwwal Utrechtse Heuvelrug. Op ongeveer 750 meter ten zuiden van de top ligt de N225. Zo'n 500 meter oostelijker ligt de Darthuizerpoort waar de N226 doorheen loopt. Aan de andere zijde van de Darthuizerpoort ligt de Donderberg. Ten noorden van de heuvel ligt de Foldocusheuvel en ten noordwesten de Ruiterberg en de Doornse Kaap. In het zuidoosten ligt het Doornse Gat en in het oosten het natuurgebied Dartheide.

## Landgoederen
Op de Darthuizerberg bevinden zich verschillende landgoederen. De Hoogstraat en Landgoed Darthuizerberg in het (noord)westen vallen onder Boswachterij Leersum van Staatsbosbeheer, Landgoed Dartheuvel is particulier bezit en het natuurgebied Dartheide is eigendom van Het Utrechts Landschap. Op het landgoed Dartheuvel bevindt zich een theekoepel die een rijksmonument is.

### Historie
Rond 1820 is op  de zuidflank van de Darthuizerberg een jachthuis gebouwd in de vorm van een chalet. Begin 1900 werd het chalet afgebroken. Jaren later verrees hier een nieuw landhuis in neorenaissancestijl. In de jaren zestig van de twintigste eeuw is dit gesloopt. Alleen de bijbehorende theekoepel is bewaard gebleven.

### Kunstskibaan
Begin vorige eeuw werd op de Darthuizerberg met kokosmatten de eerste Nederlandse kunstskibaan aangelegd, deze heeft tot 1940 bestaan. Door het grote hoogteverschil tussen de heuvel en het lager gelegen dal van de Darthuizerpoort was de steile oostflank van de Darthuizerberg hier zeer geschikt voor.

## Fotogalerij

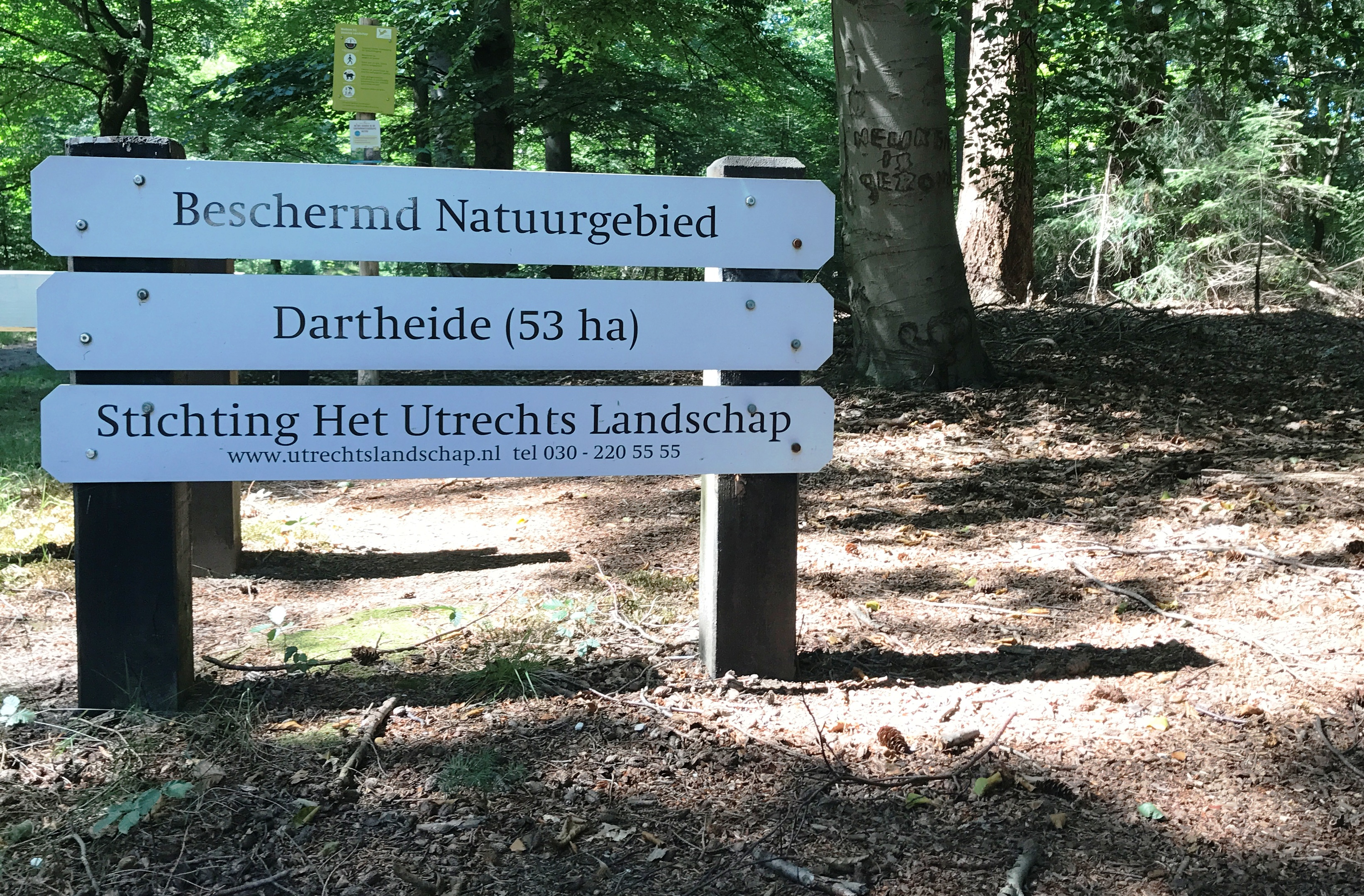
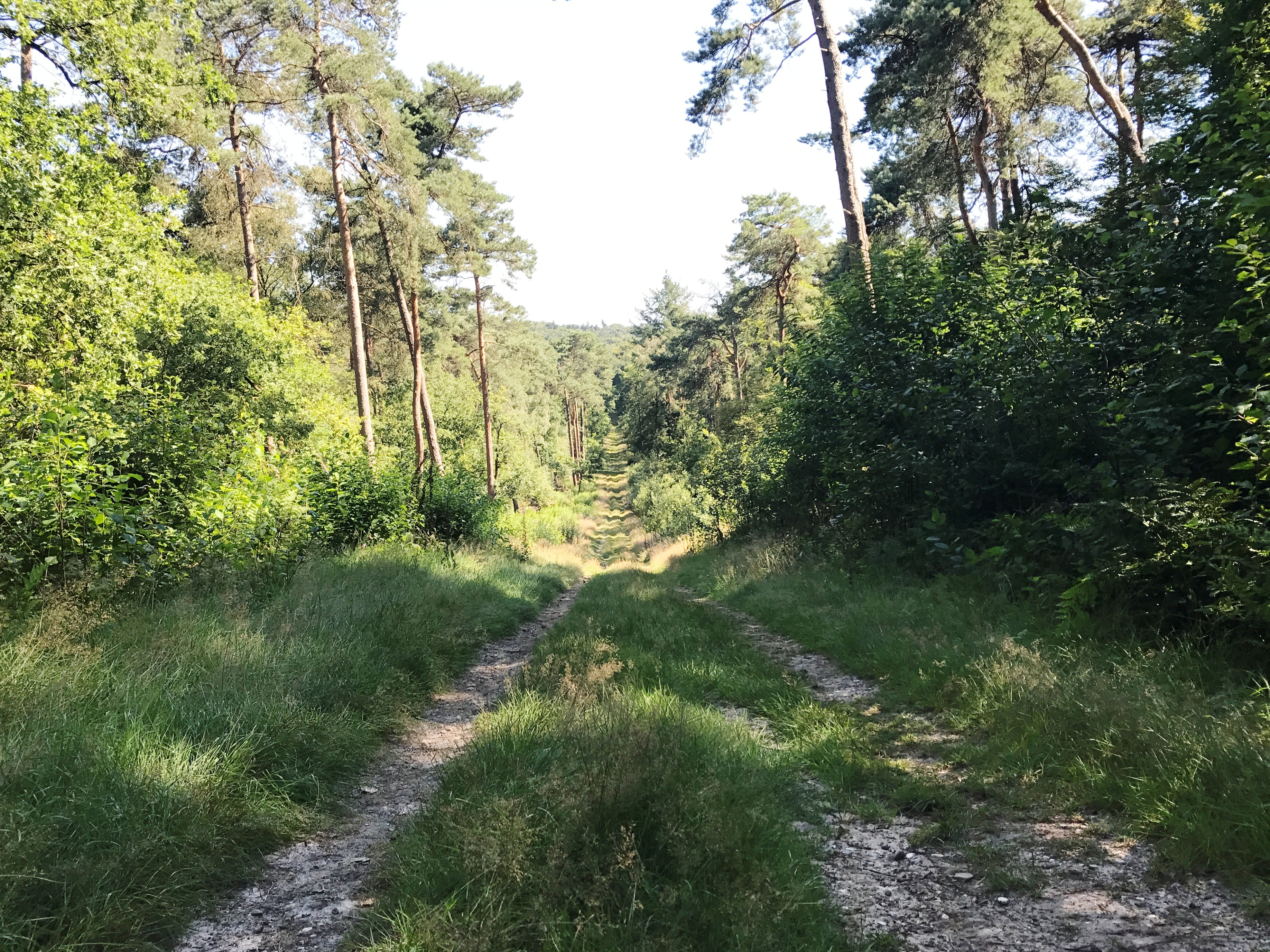
Voormalige kunstskibaan op de oostflank Darthuizerberg.
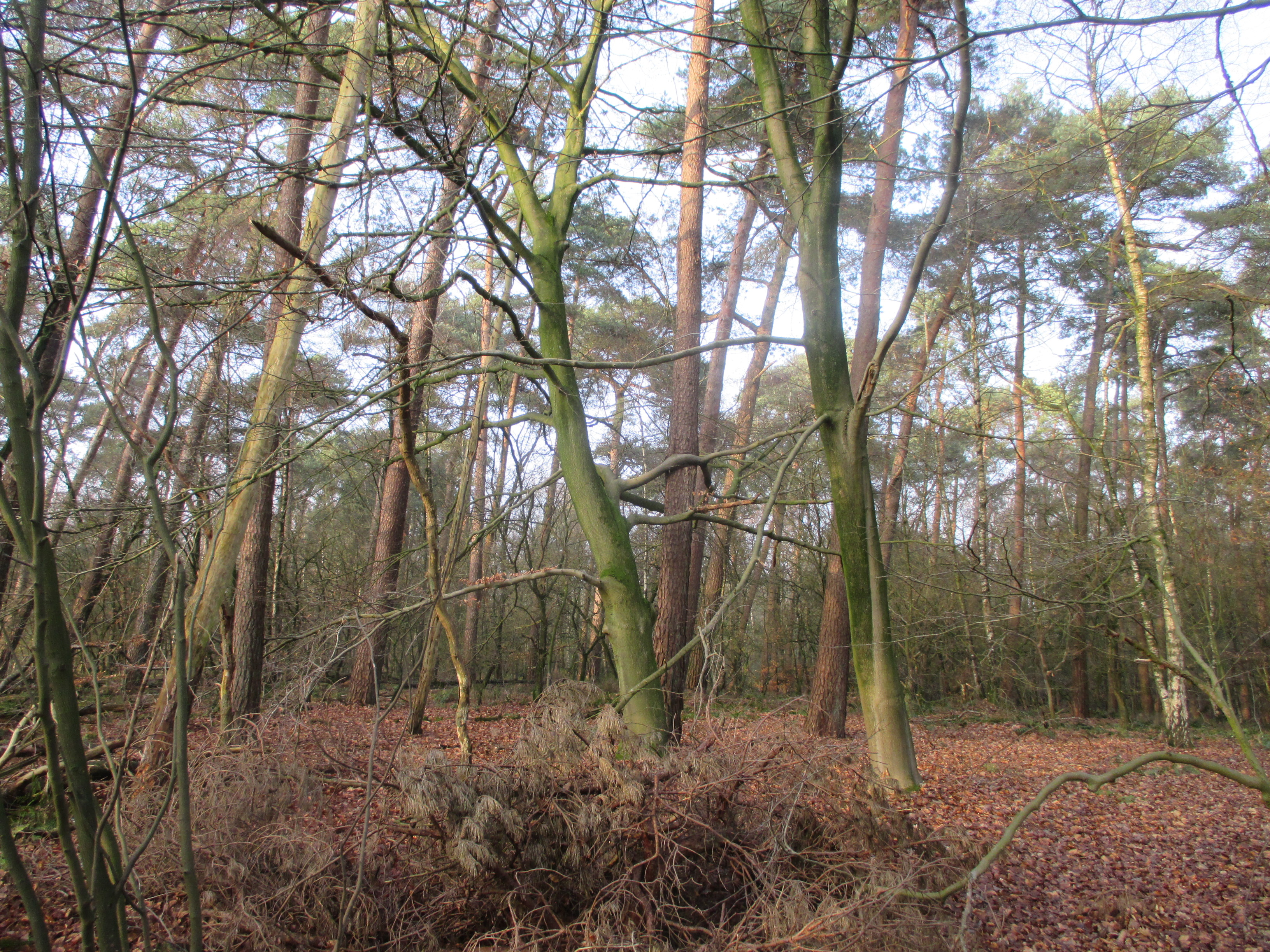
Gemengd bos op de Darthuizerberg
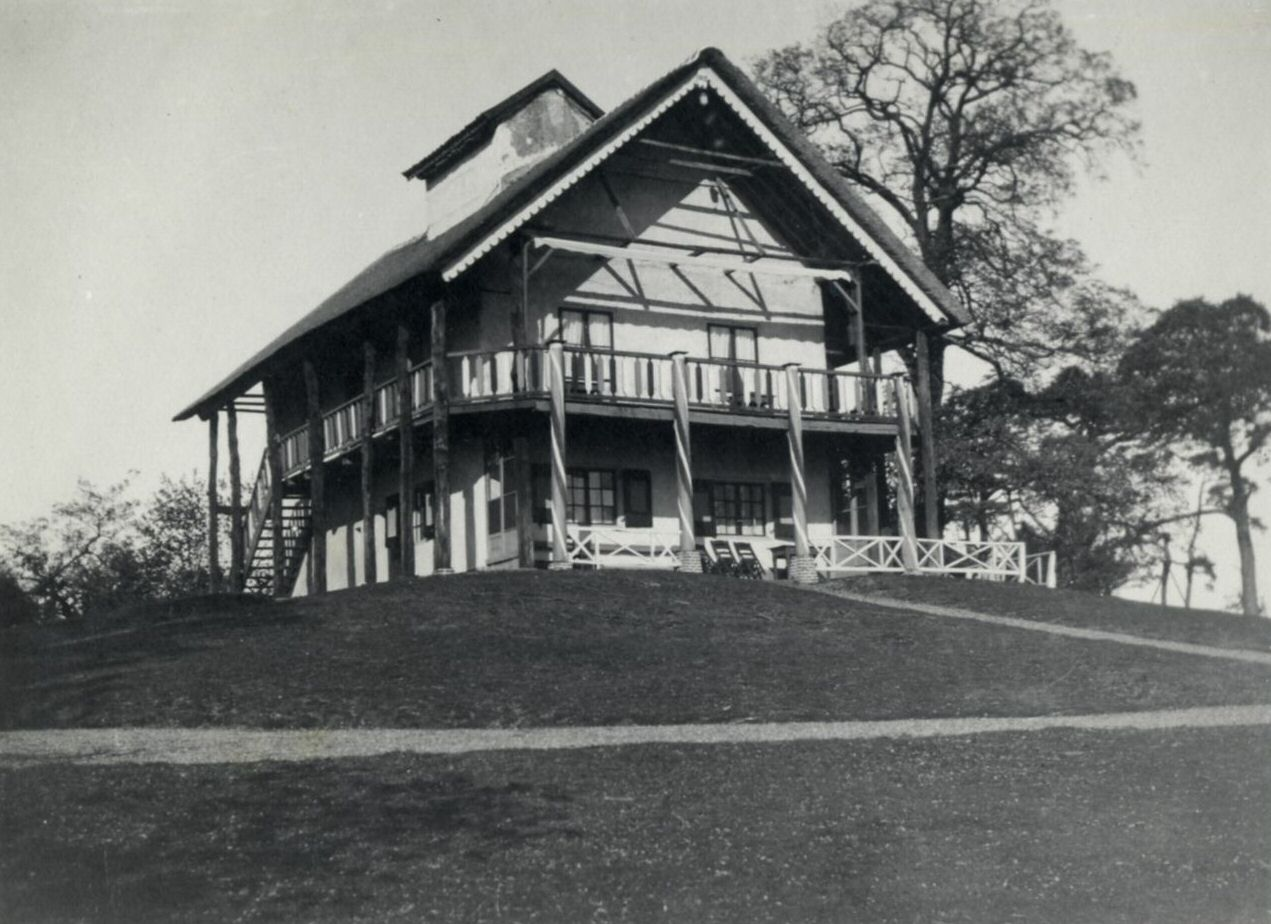
Chalet op de Darthuizerberg, afgebroken in 1900.
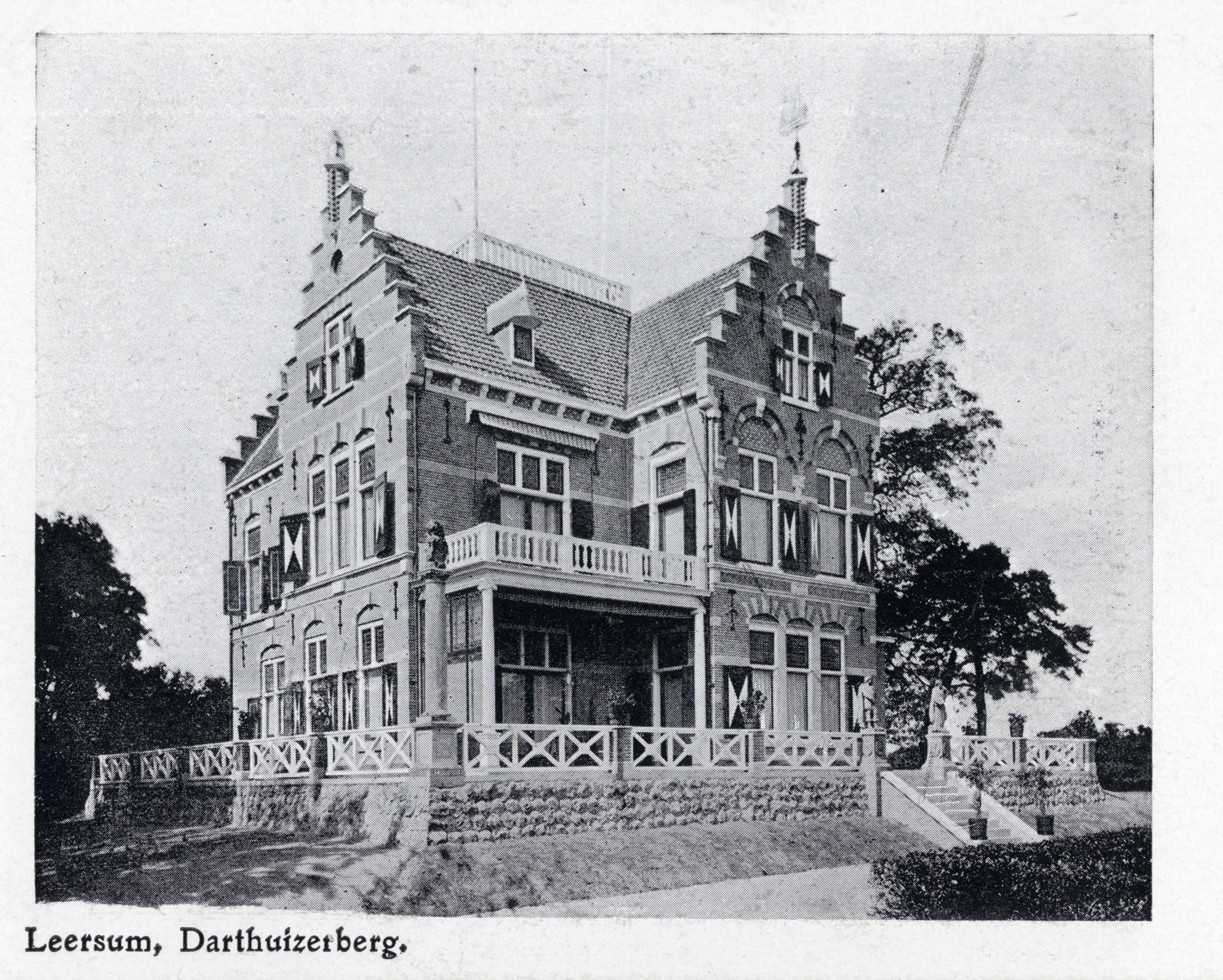
Voormalig landhuis op de Darthuizerberg. Gebouwd in 1910, afgebroken in 1966.
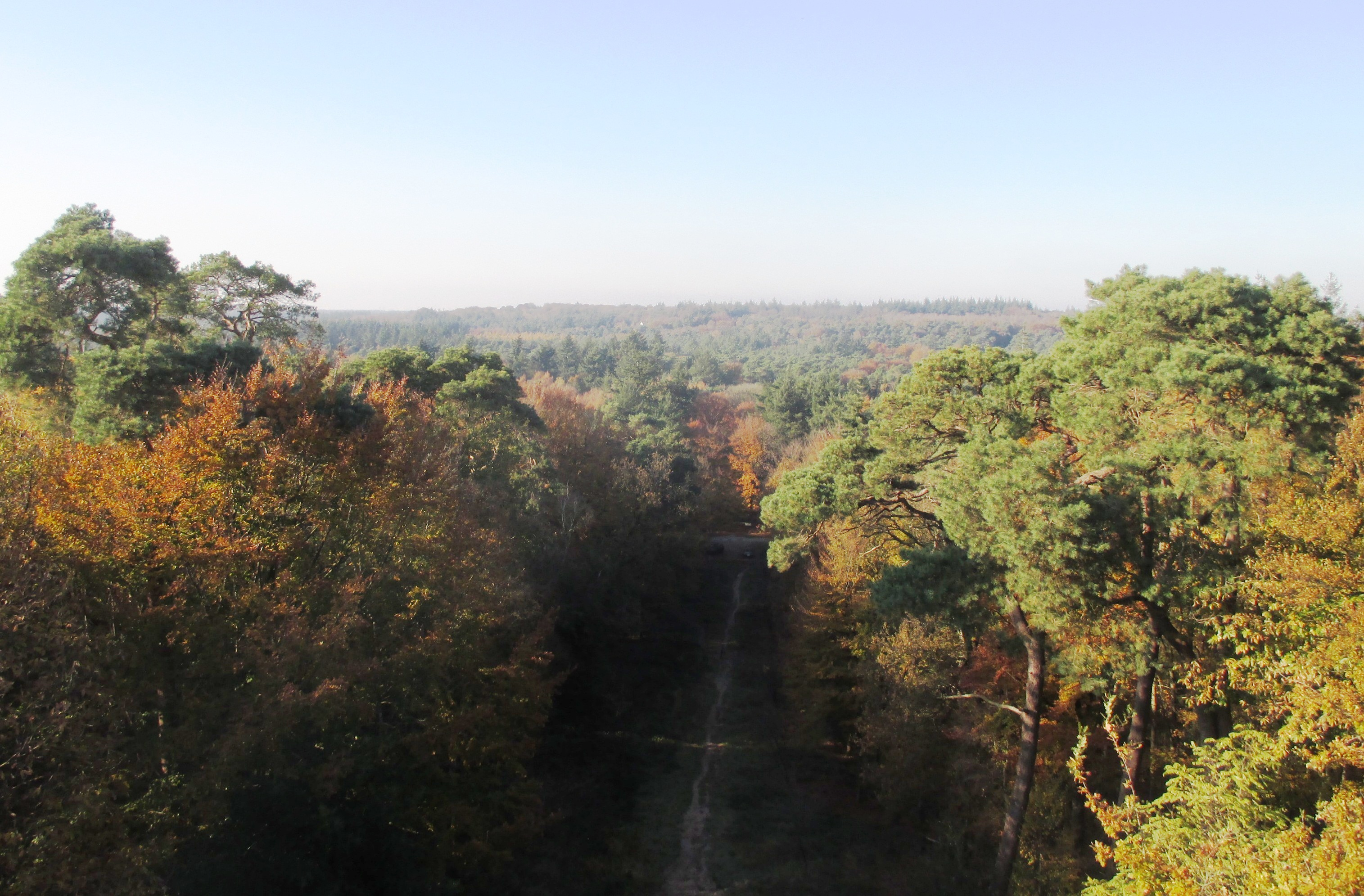
Darthuizerberg gezien vanaf de uitzichttoren op de Donderberg
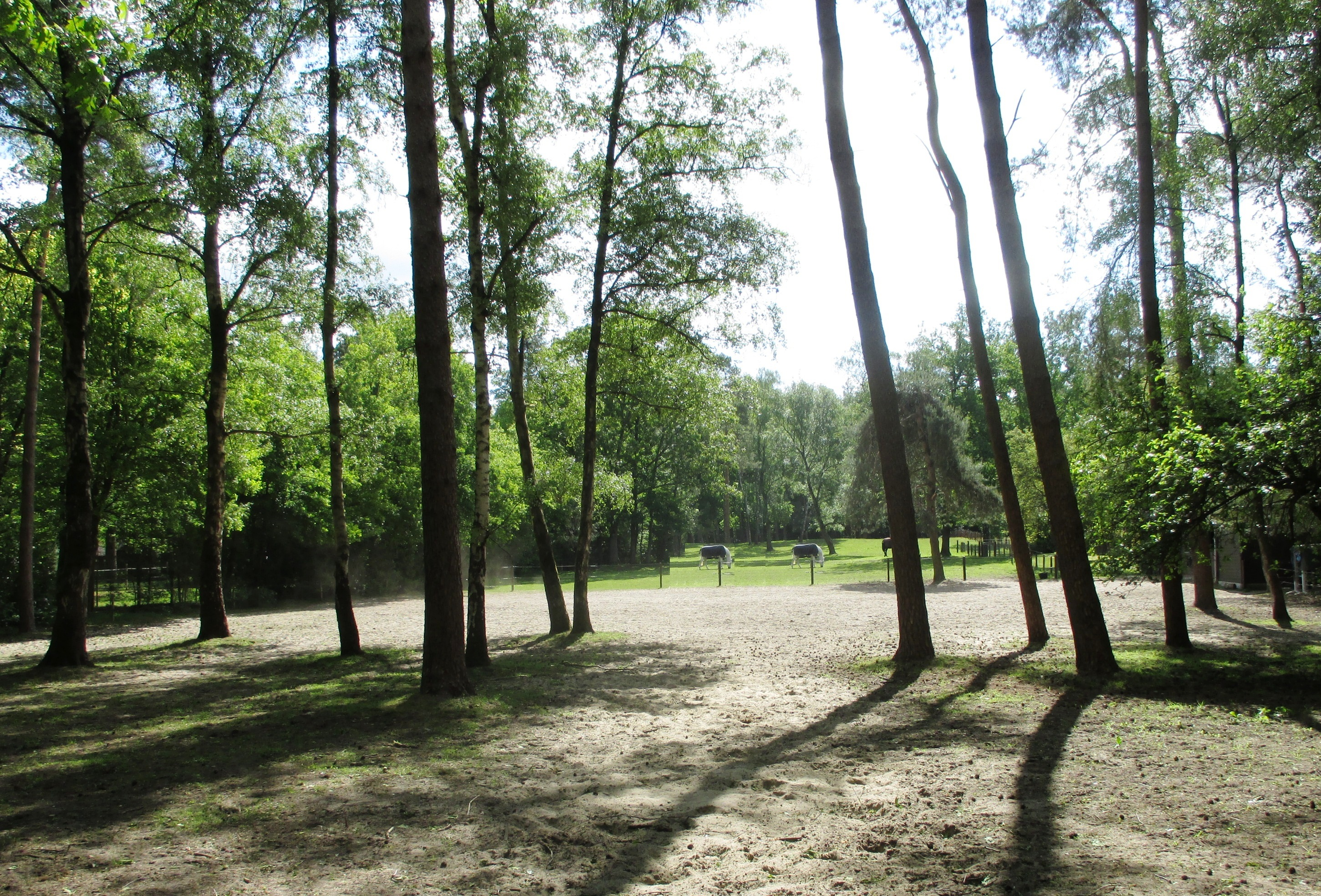
Westflank Darthuizerberg
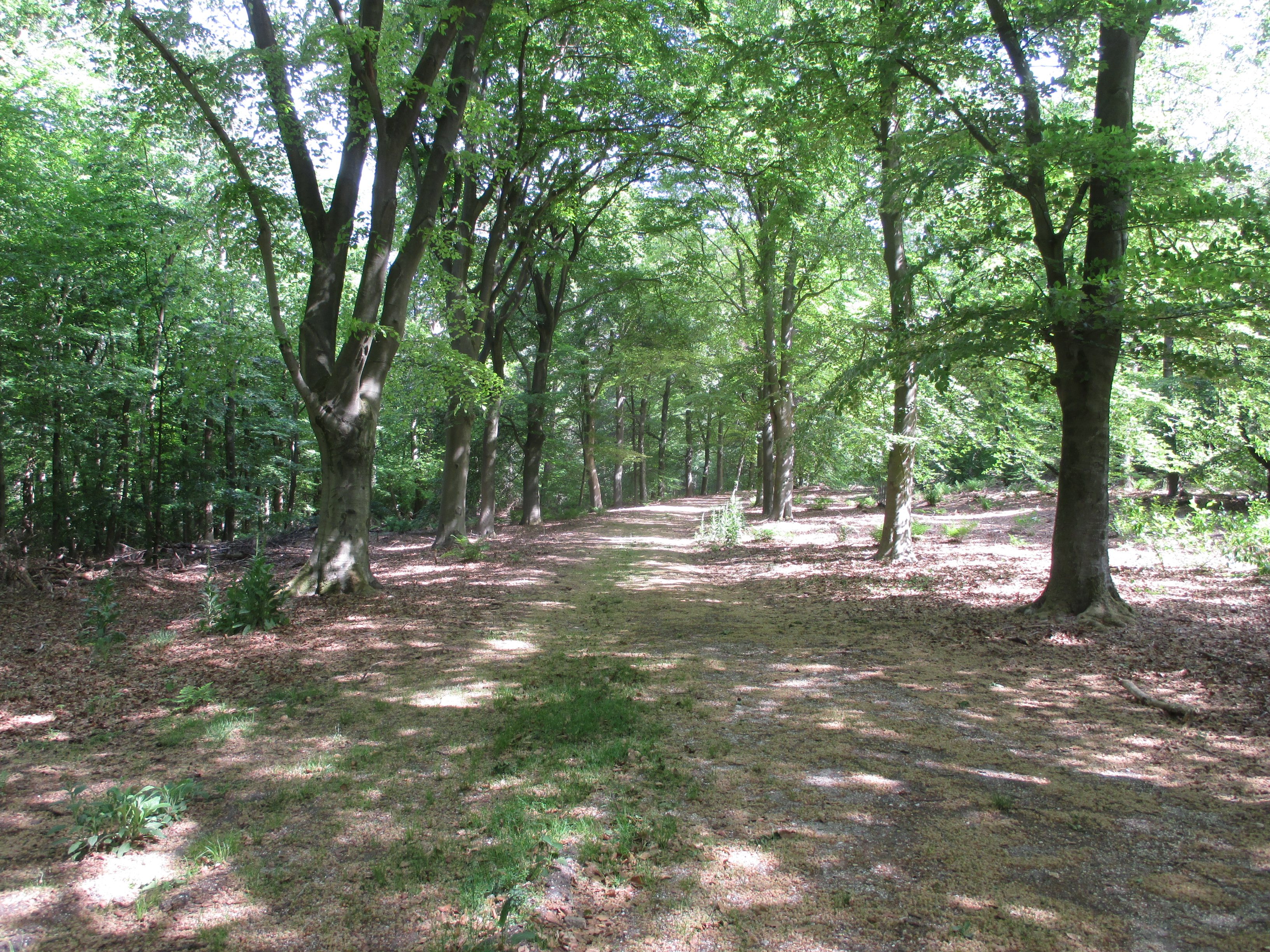
Zuidflank Darthuizerberg